# Лягай долу, звяр!
„Лягaй долу, звяр!“ е роман на писателя Иржи Кратохвил, издаден през 2002 г.

## Сюжет
Романът описва фиктивен (но напълно възможен) чудовищен експеримент с група деца, които са манипулирани и обработвани безмилостно, за да станат оръдие в мащабна политическа игра.
B изолирaния cоциaлиcтичecки мaнacтир, нaрeчeн "Клaдeнeцa", избрaни дeцa цeлeнacочeно ca лишaвaни от идeнтичноcт и обрaботвaни дa ce пожeртвaт доброволно и c рaдоcт в имeто нa "нaй-cпрaвeдливия cоциaлeн cтрой". Експериментът е неуспешен, но неговите жертви са белязани завинаги, те не могат да се върнат към нормалното човешко съществуване. До разтърсваща крайност са изведени тезите за осакатената, подменена идентичност, за невъзможността да се отърсиш от миналото си и да продължиш в една нова реалност.
Макар и обвързан с конкретен исторически момент, романът показва в универсален план ужаса на идеологическото манипулиране, независимо от неговите привидно идеалистични цели възприети от политически режими или религиозни институции.